# Salwinoryna A
Salwinoryna A – organiczny związek chemiczny z grupy diterpenoidów, substancja psychoaktywna zaliczana do dysocjantów i występująca w pochodzącej z Meksyku szałwii wieszczej (Salvia divinorum), od której wzięła nazwę.
Salwinoryna A należy do najsilniejszych znanych naturalnych substancji psychodelicznych, wykazującą aktywność już w dawce 100–200 µg. Działanie ok. 1 mg salwinoryny daje pełny efekt psychoaktywny, jednak wrażliwość na tę substancję jest osobniczo zmienna. Strukturalnie salwinoryna A nie jest podobna do żadnego innego psychodelika występującego w naturze, jak np. psylocybina, meskalina, DMT ani żadnego syntetycznego jak LSD czy ketamina.
Salwinoryna A, inaczej niż inne znane halucynogeny, które działają na receptory serotoninowe 5-HT2, jest pierwszym znanym naturalnym agonistą receptora opioidowego kappa.
Substancja psychoaktywna zawarta w szałwii wieszczej została wyodrębniona przez Alfreda Ortegę w 1982 roku i nazwana salvinorin (salwinoryna). Inna grupa badaczy, na której czele stał Leander Valdes, wyizolowała dwa terpenoidy. Ponieważ Ortega nazwał otrzymaną substancję salwinoryną, Valdes nazwał główny terpenoid szałwii salwinoryną A (96%), a drugi – występujący w znacznie mniejszych ilościach – salwinoryną B (4%). Grupa Valdesa ograniczyła się do przetestowania salwinoryny A na myszach. Badania wykazały, że jest ona głównym psychoaktywnym składnikiem szałwii, natomiast salwinoryna B nie ma takich właściwości. W 2001 roku z szałwii wieszczej wyizolowano kolejny diterpen, salwinorynę C.
Daniel Siebert odkrył silne działanie salwinoryny A w czerwcu 1993 roku wdychając dym ze spalanego ekstraktu z szałwii wieszczej własnej produkcji. Od tamtej pory Siebert eksperymentował paląc ekstrakty i liście o różnej mocy. Odkrył też, że doustnie podana salwinoryna A jest absorbowana, głównie przez błonę śluzową w jamie ustnej. Niewielkie ilości salwinoryny A zawarte są też w łodydze, jeszcze mniejsze w korzeniach. Salwinoryna A bardzo łatwo się utlenia. Przechowywana z dostępem do światła lub tlenu rozkłada się. Uwalnia się z suszu szałwii wieszczej w temperaturze ok. 270 °C. Na skutek częstego jej używania nie powstaje typowa tolerancja farmakologiczna, lecz tolerancja odwrotna, przez co efekty psychoaktywne stają się mocniejsze.